# Messali Hadj

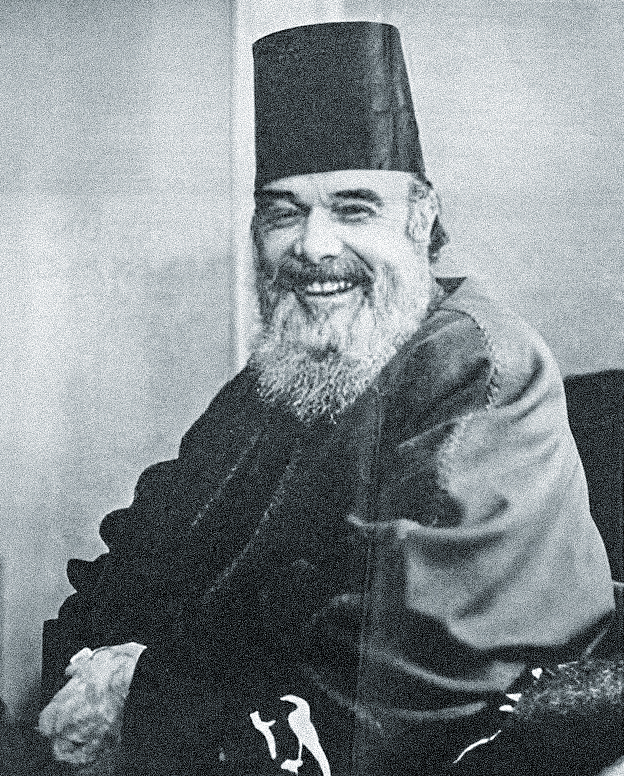
Messali Hadj

Messali Hadj (Tremecém, Argélia, 1898 - Paris, França, 3 de junho de 1974) foi um político nacionalista argelino dedicado a movimentos em prol da independência da Argélia. Foi co-fundador da Estrela Norte Africana (ENA), do Partido do Povo Argelino (PPA) e do Movimento para o Triunfo das Liberdades Democráticas, antes de se dissociar da luta armada pela independência em 1954. Fundou também o Movimento Nacional Argelino (MNA) para neutralizar os esforços em curso da Frente de Libertação Nacional (FLN).